# Futbolista del año en Bielorrusia
El premio al Futbolista Bielorruso del año es un galardón otorgado al mejor jugador del año que haya nacido en Bielorrusia. Está organizado por el periódico bielorruso, Прессбол.

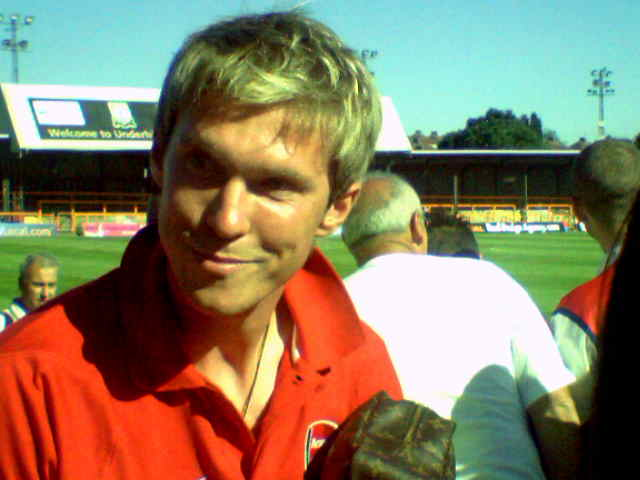
Aliaksandr Hleb

## Palmarés
- 1983: Serguéi Gotsmanov
- 1984: Serguéi Aleinikov
- 1985: Serguéi Gotsmanov
- 1986: Serguéi Aleinikov
- 1987: Serguéi Gotsmanov
- 1988: Serguéi Aleinikov
- 1989: Serguéi Gotsmanov
- 1990: Alexandr Metlitsky (Sascha Metlitski)
- 1991: Yury Kurbyko
- 1992: Andréi Zygmantóvich
- 1993: Siarhiej Hierasimiec
- 1994: Andréi Zygmantóvich
- 1995: Valentin Belkevich
- 1996: Vladimir Makovski
- 1997: Andrei Lavrik
- 1998: Aliaksandr Jatskevich
- 1999: Serguéi Gurenko
- 2000: Aliaksandr Jatskevich
- 2001: Gennady Tumilovich
- 2002: Aliaksandr Hleb
- 2003: Aliaksandr Hleb
- 2004: Maksim Romáschenko
- 2005: Aliaksandr Hleb
- 2006: Aliaksandr Hleb
- 2007: Aliaksandr Hleb
- 2008: Aliaksandr Hleb
- 2009: Aliaksandr Kulchiy
- 2010: Yuri Zhevnov
- 2011: Aleksandr Gutor
- 2012: Renan Bressan[1]
- 2013: Tsimaféi Kalachev[2]
- 2014: Serguéi Krivets[3]
- 2015: Igor Stasevich[4]
- 2016: Tsimaféi Kalachev[5][6]
- 2017: Mikhail Hardzeichuk[7]
- 2018: Igor Stasevich[8]